# Ryo
Ryo（りょう、1972年11月26日 - ）は、日本のミュージシャン、ラッパー。ヒップホップグループケツメイシのメンバーでMCを担当。兵庫県神戸市長田区生まれ。身長162cm、血液型はA型。本名：田中 亮（たなか りょう）。既婚。2児の父。

## 来歴
獨協高校、東京薬科大学出身。
父親は順天堂大学名誉教授、心臓血管外科学医の田中淳。
1993年、Ryoji、大蔵、DJ KOHNOらとケツメイシを結成する。

## ディスコグラフィ
ケツメイシ、タサツの作品を除く

### 客演
- アルファ「SUSHI BOMBER」（2004.2.18）
3.PULSAR feat.RYO from ケツメイシ
- the nanapremes featuring 田中亮「STAY WITH MY HEART～気づいてKIMOCHI～」（2005.1.19）
- 山下達郎「SONORITE」（2005.9.14）
2.Kissから始まるミステリー feat.RYO(fromケツメイシ)（元来は1997年にKinKi Kidsに提供されたもののセルフカヴァー曲）、Rap詞の作者としてもクレジットされている。

### 参加作品
- RED RIBBON Spiritual Song 〜生まれ来る子供たちのために〜 （2007.11.28）
世界エイズデー・プロジェクト2007 チャリティー・シングル

### 著作
- 『涙でリールが見えない』（2007年、双葉社）
- 『涙でリールが見えない Vol.2』（2010年、双葉社）
- 『涙でリールが見えない Vol.3』（2010年、双葉社）

## エピソード
- ライブ会場に入場の際、警備員に止められ「ダンサーの方ですか?」と言われたことがある。
- ツアー中、排便後ケツを拭く際にケツTを巻き込んだことがある。
- サミーの「777town.net」のケータイサイトで毎週火曜日更新のコラム『涙でリールが見えない』を書いている。
- 学校行事には協力的で、2008年からの「夏休み」中に長女が通っている小学校の『親父の会』のメンバーになる。
- 下ネタに関して造詣が深く、2010年5月1日放送の深夜バラエティ番組『タモリ倶楽部』（テレビ朝日）内の「スポーツ紙の性域を守れ!ピンク面の未来を考える」にゲスト出演。ピンク面のエロ記事について熱く語り、アーティストとしてのイメージを当時共演した水道橋博士に心配された。以降同番組の下ネタ関連特集に不定期に登場している。タモリ倶楽部オープニングの特徴である女性がお尻を振るオープニングの変更に伴い、「お尻だけオーディション」に出演した際に、共演者に心配されるも、自ら「ケツメイシのケツ（尻）担当」という名言を残した。
- バラエティ番組『月曜から夜ふかし』（日本テレビ）にて蒲田のフィリピンパブで飲んでいるところをインタビューされたことがある。トークバラエティ番組『アウト×デラックス』（フジテレビ）にてマツコデラックスが語った逸話で、フィリピンパブが相当好きでタガログ語の入った歌も作るほど。